# Martinez (Geórgia)
Martinez é uma região censo-designada localizada no estado americano de Geórgia, no condado de Columbia.

## Demografia
Segundo o censo americano de 2000, a sua população era de 27.749 habitantes.

## Geografia
De acordo com o United States Census Bureau tem uma área de 32,9 km², dos quais 32,6 km² cobertos por terra e 0,3 km² cobertos por água. Martinez localiza-se a aproximadamente 114 m acima do nível do mar.

## Localidades na vizinhança
O diagrama seguinte representa as localidades num raio de 20 km ao redor de Martinez.